# 漢新月刊
《漢新月刊》（Sino Monthly New Jersey）創立於1991年九月，是美國新澤西州第一份華文月刊。漢新月刊的《漢》有漢族，漢語的意思；《新》則是指新澤西州，在新澤西州發跡，針對當地華人的議題為主要訴求的雜誌。創辦人李美倫（Meilun "Ivy" Lee）因感慨新澤西華人之眾，卻沒有一份屬於自己的刊物，於是創辦該月刊，作為華人與華人之間，華人社區與美國主流社會之間聯繫的橋樑。漢新月刊每月一日發行，主要是讀者訂閱，也有部份透過華人經營的超商零售，每份1.25美元。目前發行以美國東部各州為主，但訂閱戶遍及全美國各州。每月出版的內容包括:專題, 社區, 教育, 財經, 休閒, 美食, 專欄, 小說, 散文, 新詩, 工商。該月刊每年並且出版四冊地產專刊和一次年曆手冊。
漢新月刊曾獲得美國獨立媒體協會（Indenpendent Press Association  （页面存档备份，存于））新聞獎（ippies），包括了2004年獲得特別報導的第三名；2005年獲得移民報導第一名與深入報導第四名。漢新月刊在華人社區評價頗高，月刊也被許多美國圖書館所陳列與收藏，如普林斯頓大學的東亞圖書館、羅格斯大學的東亞圖書館、新澤西州孟莫斯郡圖書館總館、東布朗士維克鎮公立圖書館、李文斯頓鎮公立圖書館……等。
漢新月刊於1993年開辦漢新文學獎徵文比賽，是北美華人文學盛事，目前有短篇小說、散文與新詩三大類，鼓勵與成就了不少華人作家，如聞人悅閱、青梅。
2024年，創辦33年的《漢新月刊》停刊，最後一期為2024年6月號，第394期。

## 外部連結
- 漢新月刊網站 （页面存档备份，存于）